# 黃新 (演員)
黃新（英語：Wong Sun，1926年—1999年11月4日），前無綫電視演員。

## 生平
黃新早在七十年代已加入無綫電視演出，最先是飾演反派人物，至1981年他在《香港八一》至《香港八六》系列處境喜劇，演出「銀禧小食店」老闆「懋叔」一角，逐漸為觀眾熟悉。
黃新在港產片興旺年代也有接拍電影，其中1983年參演的《瘋狂八三》是根據《香港八一》系列處境喜劇而取材的。
1999年，黃新與無綫電視約滿並正式宣告退休，十月中因中風問題入住廣華醫院。同年11月4日於廣華醫院逝世，享壽73歲。生前除了演戲之外，同時亦在旺角經營「新新手袋廠」，製作仿真手袋。

## 演出作品

### 電視劇（無綫電視）
- 冷暖親情(1971)
- 啼笑因缘(1974)飾 關壽峰
- 良友世界(1975)
- 乘风破浪(1975)  飾 施淑楓父親
- 楊貴妃(1976) 飾 高力士
- 睇開D啦(1976)
- 大江南北(1976)
- 書劍恩仇錄(1976) 飾 趙半山
- 狂潮(1976) 飾 馬健雄
- 陸小鳳(1976) 飾 青風道長
- 大報復(1977) 飾 馬理
- 陸小鳳之決戰前後(1977)飾 杜桐軒
- 家變(1977)  飾 甘廣開
- 強人(1978) 飾 雷一峰
- 倚天屠龍記(1978) 飾 汝陽王
- 奇謀妙計施公案(1978)
- 一劍鎮神州(1978) 飾 方圓大師
- 絕代雙驕(1979) 飾 李大嘴
- 網中人(1979) 飾 程照
- 上海灘(1980) 飾 聶仁王
- 親情(1980)  飾 馮草軒
- 發達容易搵食難(1980)
- 千王之王(1980) 飾 洪彪
- 千王群英會(1981) 飾 陳炎伯
- 香港八一至香港八六系列(1981-1986) 飾 何春懋(懋叔，「銀禧小食店」老闆)
- 倚天屠龍記(1986) 飾 汝陽王
- 奇門鬼谷(1987) 飾 羊舌先生
- 獵鯊行動(1987) 飾 石九公
- 大都會(1988)
- 嬴單傳奇(1988) 飾 嬴申
- 花月佳期(1989)
- 大城小警(1989)
- 晉文公傳奇(1989) 飾 晉獻公
- 回到未嫁時(1990) 飾 標叔
- 男盜女差(1991) 飾 陳彪
- 邊城浪子(1991)
- 打工貴族(1991)
- 天龍奇俠(1991) 飾 安公公
- 拳王賭至尊(1992) 飾 卓一財
- 水滸英雄傳（1992）飾 宋太公
- 賭霸（1992）飾 色空大師李坤
- 血濺塘西(1992) 飾 姚震海
- 金牙大狀(1993) 飾 商君綿
- 清宮氣數錄(1994)飾 何　求
- 金毛獅王(1994) 飾 謝剛
- 真情(1995-1999) 飾 余國超
- 男人四十一頭家(1995) 飾 楊永標
- 包青天之真假牌坊(1995) 飾 老族長
- 新同居關係(1995) 飾 梁標
- 河東獅吼(1996) 飾 國子監
- 笑傲江湖(1996) 飾 岳不群的師父
- 廉政行動組(1996) 飾 猫叔
- 廉政行動1996(1996) 飾 蕭南秋
- 迷離檔案(1997) 飾 朱澤成
- 大鬧廣昌隆(1997) 飾 陸伯川  陸運廣、陸運昌、陸運隆父
- 天龍八部(1997) 飾 徐長老
- 廉政追緝令(1997) 飾 葉海昌
- 狀王宋世傑(1997) 飾 孫狀師
- 外父唔怕做(1998) 飾 楊堅
- 難兄難弟之神探李奇(1998)飾 陳老鼠
- 緣來沒法擋(1998) 飾 黃金榮
- 烈火雄心(1998) 飾 周老闆
- 師奶強人(1998) 飾 劍叔

### 電視劇（香港電台）
- 1980年：《屋簷下》之《阿輝》

### 電影
- 瀛台泣血 (1976) 飾 袁世凱
- 著錯草鞋走錯路
- 阿燦正傳 (1980)
- 瘋狂八三
- 邪花劫
- 奇谋妙计五福星 (1983)
- 愛神一號 (1985) 飾 王先生
- 吉星拱照 飾 阿肥
- 發達秘笈 飾 新叔
- A計劃續集 飾 秦沙展
- 富貴再逼人 飾 陳希祥之兄
- 警察故事續集 飾 商場店家
- 開心鬼上錯身 飾 超市老闆
- 精裝追女仔 (1987) 飾 刁敏父
- 最佳損友闖情關 (1988) 飾 霍氏企業員工
- 合家歡 (1989) 飾 許先生
- 賭神 (1989) 飾 陳刀仔女友之父
- 至尊無上II之永霸天下 (1991) 飾 賭局公証人
- 踢到寶 (1992) 飾 鬼差
- 濟公 (1993) 飾 月老
- 逃學威龍2 (1992) 飾 何敏之父
- 審死官 (1992) 飾 陳祥富/員外/祥富金鋪老闆
- 精武英雄 (1994) 飾 霍元甲的廚師，被懷疑下毒毒死霍元甲，後被兇手殺掉。

## 資料來源
1. ↑  黃新思想開通 工商晚報. 1982-06-07
2. ↑  . 蘋果日報. 2006-11-19 （中文（繁體））.
3. ↑  黃新病逝享年73 （页面存档备份，存于） 東方日報. 1999年

## 外部連結
- 黃新在香港影庫上的簡介
- 黃新
- 我們的老友記: 香港綠葉演員資料庫 （页面存档备份，存于）